# Косих Ганна Василівна
Ганна Василівна Косих (1923 — 24 квітня 1992) — передовик радянського сільського господарства, доярка радгоспу імені Леніна Шушенського району Красноярського краю, Герой Соціалістичної Праці (1966).

## Біографія
Народилася в 1923 році в селі Плотбище, нині Єнісейського району Красноярського краю в родині російського селянина.
Пройшла початкове навчання в школі і приступила до трудової діяльності. У 1938 році стала працювати в місцевому колгоспі спочатку рядовою колгоспницю, а потім бджолярем, обліковцем у тракторній бригаді. Всі роки війни пов'язані з трудовою діяльністю в колгоспі.
У 1949 році переїхала працювати пасічником в радгосп імені Леніна в Шушенський район. У 1957 році стала працювати дояркою в навчальному господарстві при сільськогосподарському технікумі радгоспу Шушенський.
Вже до травня 1965 року вона отримала від кожної корови по 341 кілограму молока в середньому з жирністю 3,9 відсотка. Завдяки таким результатом вона стала переможцем соціалістичного змагання в Шушенському районі.
Указом Президії Верховної Ради СРСР від 22 березня 1966 року за отримання високих показників у тваринництві та високої продуктивності за результатами 1965 року Ганні Василівні Косих присвоєно звання Героя Соціалістичної Праці з врученням ордена Леніна і медалі «Серп і Молот».
Була учасницею сільськогосподарської виставки досягнень народного господарства.
Обиралася депутатом Красноярської крайової і Шушенської районної рад депутатів трудящих.
Проживала у селищі Іллічеве Шушенського району Красноярського краю. Померла 24 квітня 1992 року, похована на селищному кладовищі.

## Нагороди
- золота зірка «Серп і Молот» (22.03.1966)
- орден Леніна (22.03.1966)
- інші медалі.